# Joseph Konradt
Joseph Konradt (* um 1773 in Würzburg (laut Sterbebuch allerdings in Kissingen); † 9. September 1838 in Salzburg) war ein Orgel- und Klavierbauer, der vorwiegend in Salzburg arbeitete.

## Leben

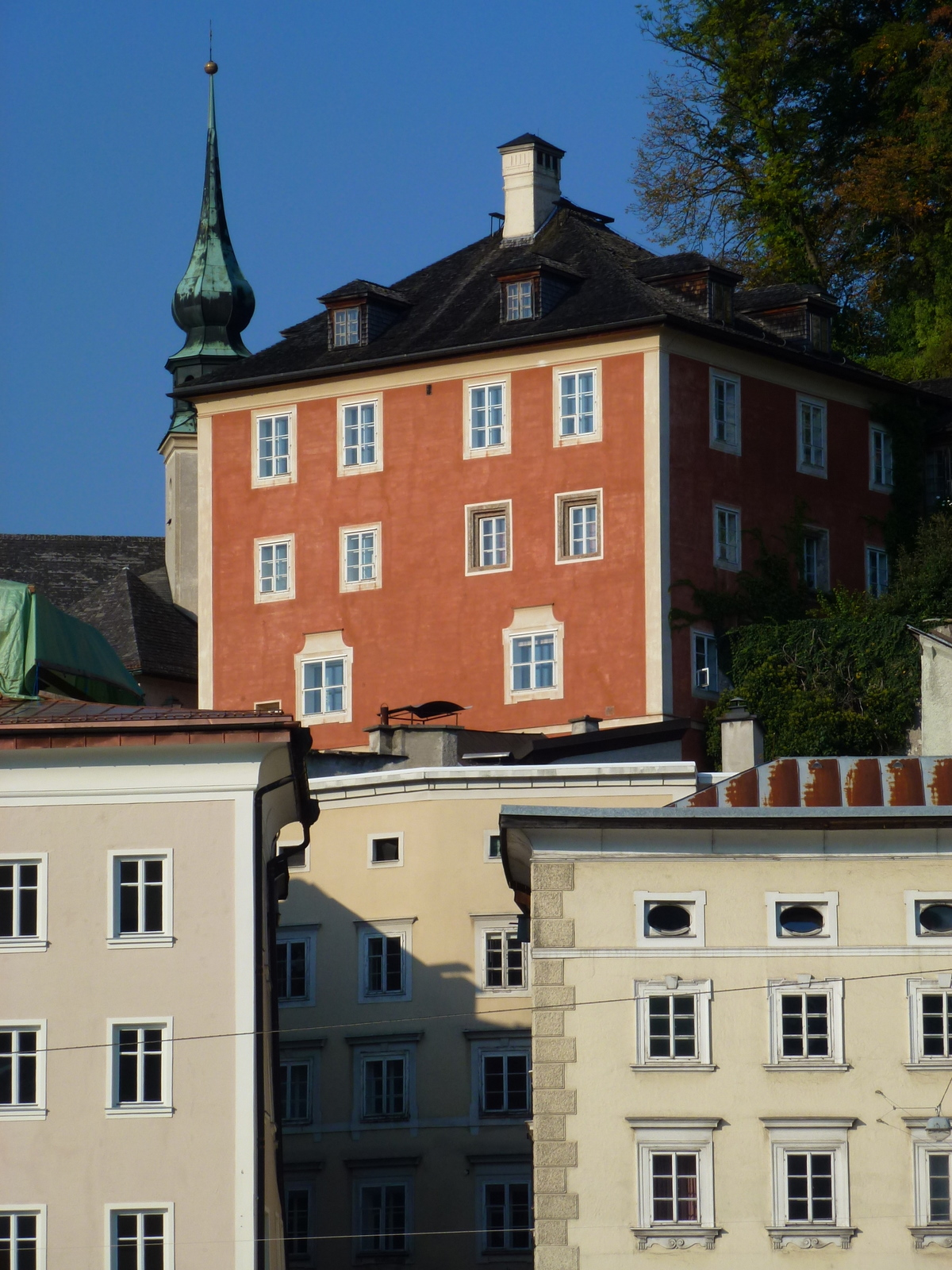
Benefiziatenhaus, Wohnung und Werkstätte Joseph Konradt 1814–1838

Joseph Konradt wurde um 1773 in Würzburg geboren wo er, wie seine Brüder, zunächst eine Ausbildung zum Tischler absolviert haben dürfte. Da in Salzburg die Witwe des Hoforgelmachers, Maria Anna Schmidt (geb. Würth), keinen Nachfolger für ihr ererbtes Orgelmacher-Gewerbe finde konnte, verkaufte sie 1813/14 den auf Johann Evangelist Schmidt lautenden Gerechtsnamen – inklusive des Benefiziatshaus an der Kapuzinerstiege, Imbergstiege 4 – an Joseph Konradt. Die erste von Konradt nachgewiesene Arbeit in Salzburg ist die Reparatur eines schadhaften Piano Forte im Kapellhaus 1817. 1819 reparierte er die Orgel in Elsbethen, 1824/25 die vier Pfeilerorgeln und die große Orgel im Salzburger Dom, 1822–23 setzte er die große Orgel von St. Stephan in Braunau um einen Ton (→ Cornettton) tiefer. 1827 richtete er das Chorpositiv des Salzburger Doms und das Positiv der Sebastianskirche her. Seine größte Arbeit in Salzburg war offenbar die Wiederherstellung der großen Orgel im Stift St. Peter im Jahre 1823, die der Simplifikationsheld Abbé Vogler durch seinen Umbau 1805 ruiniert hatte. In seinen letzten Lebensjahren dürfte Konradt nur mehr Klaviere gebaut haben, da ihm Ludwig Mooser als Orgelbauer den Rang abgelaufen hatte. Er starb kinderlos am 9. September 1838 in seinem Haus, Kapuzinerstiege Nr. 389 an Lungensucht und wurde im Sebastiansfriedhof beerdigt. In seinem Nachlass befanden sich ein Fortepiano im Schätzwert von 30 fl., ein kleineres Fortepiano von 10 fl. und zwei nicht fertiggestellte Fortepiani im Wert von ca. 20 fl.